# Ніколаос Ксілоуріс (плавець)
Ніколаос Ксілоуріс (5 квітня 1982) — грецький плавець.
Учасник Олімпійських Ігор 2004, 2008 років.